# Modo Antiquo
Modo Antiquo ist ein italienisches Ensemble der alten Musik mit Sitz in Florenz. Modo Antiquo ist sowohl Barockorchester als auch mittelalterliches Ensemble.

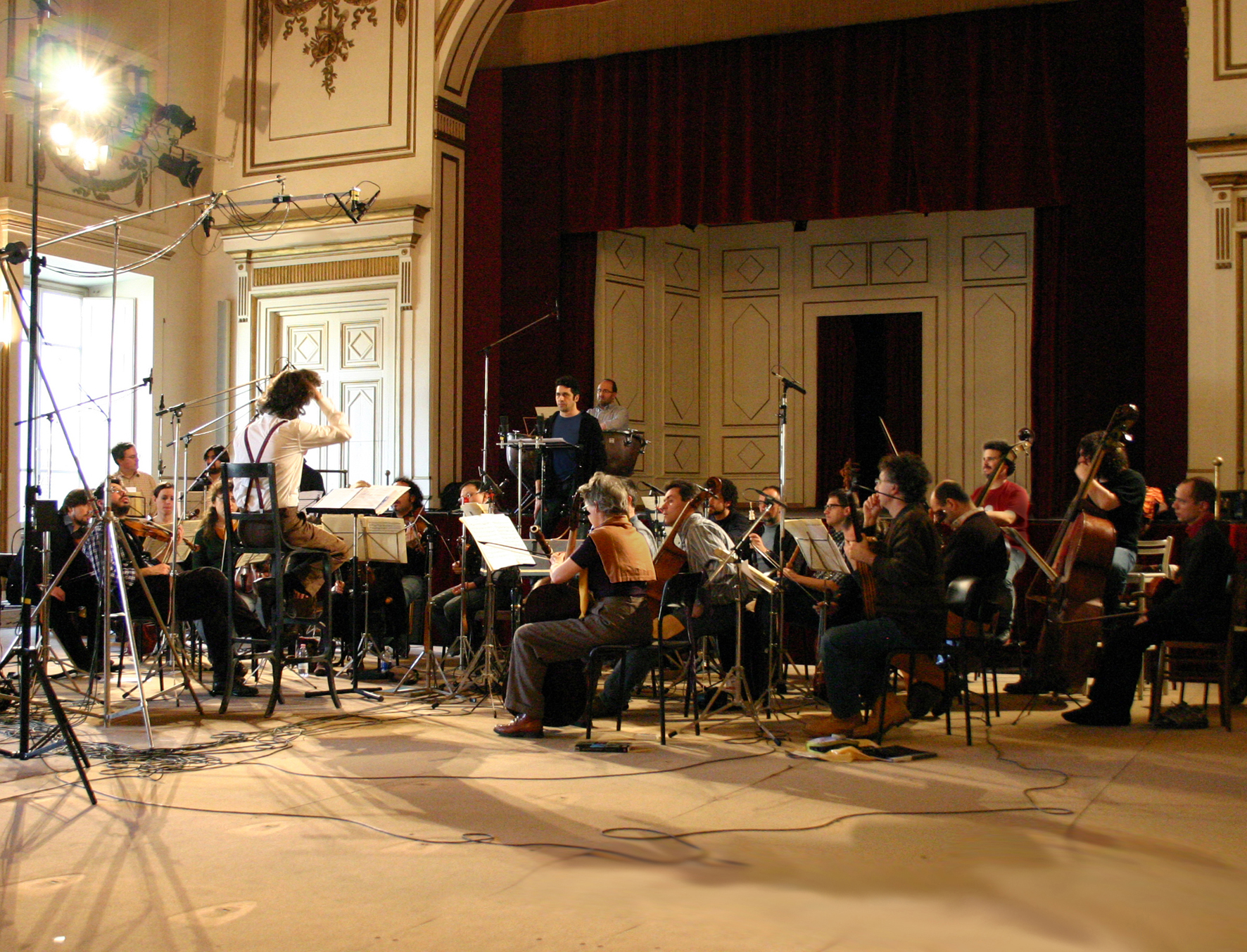
Barockorchester Modo Antiquo

## Geschichte
Modo Antiquo wurde 1984 von Federico Maria Sardelli als mittelalterliches Ensemble gegründet; 1987 wurde es darüber hinaus auch Barockorchester. Sein barockes Debüt mit dem Ballet des Saisons von Jean-Baptiste Lully zog ein Publikum von etwa fünftausend Personen an. Seitdem veröffentlichte Modo Antiquo in seinen beiden Erscheinungsformen des mittelalterlichen Ensembles und des Barockorchesters über 35 CDs, gab eine Fülle von Konzerten und gastierte bei Festivals in ganz Europa.
Mit der Einspielung der Concerti per molti Istromenti von Antonio Vivaldi erhielt Modo Antiquo 1998 die Nominierung für die Grammy Awards in der Kategorie Best small ensemble. Zwei Jahre später, im Jahr 2000, erhielt Modo Antiquo eine zweite Nominierung zum Grammy für seine Aufnahme der Concerti grossi Op. VI von Arcangelo Corelli, die nach den Forschungsergebnissen von Hans Joachim Marx und Franco Piperno zum ersten Mal in der Fassung mit Blasinstrumenten aufgeführt wurden. Modo Antiquo wurde so ein international bekanntes Barockorchester, insbesondere durch die Wiederentdeckung des Musiktheaters von Antonio Vivaldi.
Von 2000 bis 2007 führte es jedes Jahr eine neue Oper von Vivaldi beim Festival Opera Barga auf und nahm sie in Zusammenarbeit mit dem Westdeutschen Rundfunk auf. Am 12. Juni 2005 gab Modo Antiquo die moderne Welturaufführung der Oper Motezuma von Antonio Vivaldi, die Steffen Voss entdeckt hatte; weitere Aufführungen folgten in Barga und Düsseldorf. Die Forderungen der Sing-Akademie zu Berlin, Besitzer der Handschrift der Oper, die diese Aufführungen verbieten wollte, wurden vom Oberlandesgericht Düsseldorf zurückgewiesen, ein Urteil, das ein wichtiges Kapitel des Urheber- und Aufführungsrechtes schrieb. Seit 2005 hat Modo Antiquo einen Exklusivvertrag mit Naïve für die Einspielungen Vivaldis: Mit Solisten wie Sandrine Piau, Ann Hallenberg, Paul Agnew, Nathalie Stutzmann, Anton Steck und anderen, sind zahlreiche Cds in der Vivaldi edition erschienen (Arie d’Opera Foà 28, L’Atenaide, Concerti di sfida, New Discoveries usw.). Im Jahre 2009 nahm Modo Antiquo mit Ildebrando D’Arcangelo bei Deutsche Grammophon eine CD mit Opernarien von Georg Friedrich Händel auf.
Das mittelalterliche Ensemble Modo Antiquo, geleitet von Bettina Hoffmann, widmet sich in Konzerten, Einspielungen und Forschung vor allem der weltlichen europäischen Musik des Mittelalters. In den Jahren 1995–1996 nahm es die italienischen Instrumentaltänze bei Opus 111 auf, 1999 eine Doppel-CD mit den mittelalterlichen Carmina Burana. Im Jahr 2000 verwirklichte es ein historisch-musikalisches Projekt zu der Musik der Kreuzfahrer. Wenige Jahre später entdeckte Modo Antiquo eine weitere Melodie aus den Carmina Burana: das berühmte Gedicht des Archipoeten Confessio Goliae konnte so beim Festival van Vlaanderen 2010 zum ersten Mal wieder in seiner Originalmelodie erklingen.

## Diskografie (Auswahl)

### Barockorchester
- Antonio Vivaldi, Orlando furioso 1714, World Première Recording, Naïve, 2012
- Antonio Vivaldi, New Discoveries II, Naïve, 2011
- Georg Friedrich Händel, Arie italiane per basso, Deutsche Grammophon, 2009
- Antonio Vivaldi, New Discoveries, World Première Recording, Naïve, 2009
- Girolamo Frescobaldi, Madrigali, Brilliant Classics 2009, Frescobaldi Edition, vol. 6
- Girolamo Frescobaldi, Arie musicali, Brilliant Classics 2009, Frescobaldi Edition, vol. 7
- Antonio Vivaldi L’Atenaide (3 CD), World Première & Complete Recording, Naïve, 2007
- Antonio Vivaldi, I Concerti di Sfida, Anton Steck, Violino, World Première Recording, Naïve, 2007
- Claudio Monteverdi, Combattimento di Tancredi e Clorinda, Lamento d'Arianna, Anna Caterina Antonacci, Mezzosoprano, Naïve, 2006
- Antonio Vivaldi, Opera Aria, Sandrine Piau, Soprano, Ann Hallenberg, Alto, Paul Agnew, Tenor, World Première & Complete Recording, Naïve, 2005
- Alessandro Scarlatti, Inferno, Elisabeth Scholl, Soprano, CPO, 2006
- Antonio Vivaldi, Tito Manlio (3 CD), Amadeus Speciale, 2004/CPO, 2005
- Antonio Vivaldi, Orlando furioso 1727 (3 CD), Amadeus Speciale, 2003/CPO, 2007
- Antonio Vivaldi, Arsilda, regina di Ponto (3 CD), WDR, 2001/CPO, 2004
- Francesco Colombini: Concerti ecclesiastici; Motetti concertati. Tactus TC 585301
- Arcangelo Corelli, Concerti Grossi op. VI (2 CD), World Première Recording with wind instruments, Grammy Awards Nominée 2000, Amadeus speciale 1998, Tactus, 1999
- Antonio Vivaldi, Juditha Triumphans (2 CD), Amadeus/WDR, 2000, Tactus, 2002
- Antonio Vivaldi, Concerti per molti Istromenti, Grammy Awards Nominée 1997, Tactus, 1996
- Antonio Vivaldi, Le Sinfonie dai Drammi per Musica, World Première & Complete Recording, Frame, 2002, Brilliant Classics, 2010
- Antonio Vivaldi, I 12 Concerti di Parigi, World Première Recording, Amadeus, Tactus, 1999
- Antonio Vivaldi, Le Cantate per soprano (4 CD), World Prémiere Recording, Tactus 1998/99 (4 cd)
- Pietro Antonio Locatelli, Sonate à tre op. V, Tactus, 1996
- Antonio Vivaldi, I Concerti per flauto traversiere vol. I, Tactus, 1994
- Antonio Vivaldi, I Concerti per flauto traversiere vol. II, Tactus, 1995
- Alessandro Scarlatti, I Concerti per flauto, World Première Recording, Tactus, 1993

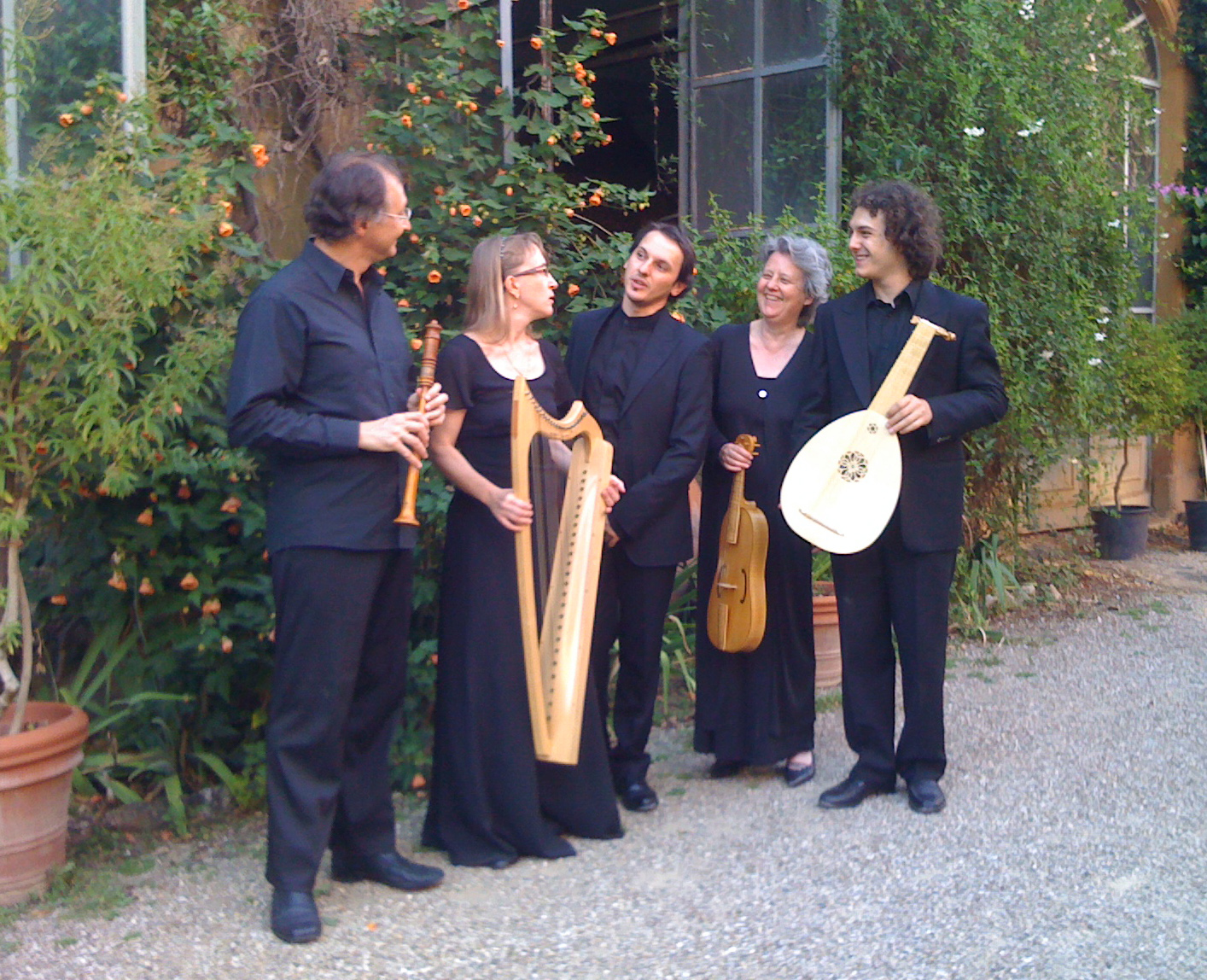
Mittelalterliches Ensemble Modo Antiquo

### Mittelalterliches Ensemble
- Secular Songs & Dances from the Middle Ages. Brilliant Classics (6 CD), 2006
- La musica dei Crociati. Amadeus Speciale (2 CD), 2000.
- Carmina Burana. Amadeus Speciale (2 CD), 1999.
- Dança Amorosa. Italienische Tänze des Mittelalters. Opus 111, 1995.